# Propeller (Guided by Voices)
| Recensione     | Giudizio |
| -------------- | -------- |
| Piero Scaruffi | [ 1 ]    |
| Pitchfork      |          |
| All Music      |          |

Propeller è il quinto album in studio del gruppo musicale statunitense Guided by Voices, pubblicato negli Stati Uniti d'America nel 1992 dalla Rockathon Records. La prima edizione dell'album, inizialmente stampato in 500 copie, raggiunse alte quotazioni di mercato.

## Storia
Robert Pollard, unico fulcro e anima creativa del gruppo, constatato lo scarso successo riscontrato dagli album precedenti, decise di porre fine all'esperienza del gruppo pubblicando nel 1992 un album, Propeller, che avrebbe dovuto essere l'ultimo del gruppo, nel quale raccolse materiale scartato dagli album precedenti; l'album venne stampato in 500 copie, ciascuna delle quali con una copertina realizzata appositamente dai membri della band, amici e familiari; la critica di settore accolse, a sorpresa, positivamente questo ultimo lavoro e Pollard decise così di continuare a tenere in vita il gruppo. L'intera sequenza di brani venne poi aggiunta alla versione CD dell'album successivo, Vampire on Titus, come se fosse un unico album. Successivamente di entrambi gli album venne pubblicata dalla Scat una versione CD dedicata. Una nuova edizione dell'album venne inclusa nel cofanetto Box nel 1995 che raccoglieva i primi cinque album e un sesto di inediti, King Shit and the Golden Boys. Nel 2005 venne pubblicata una nuova edizione in vinile dalla Scat con copertine stampate tutte uguali con una immagine ottenuta combinando una selezione delle copertine originali della prima edizione.
Nell'introduzione al primo brani dell'album, "Over the Neptune / Mesh Gear Fox" si ascolta quello che sembra essere una band che sale sul palco davanti a una folla numerosa di fan che inneggiano «G-B-V! G-B-V!» che in realtà venne creato dal gruppo stesso in studio; la band infatti non suonava dal vivo da anni, e mai comunque davanti a più di poche persone al momento della registrazione in studio. Il successo dell'album tuttavia canonizzò questo modo di accogliere il gruppo negli anni successivi a ogni concerto.

## Tracce
Lato A
1. Over the Neptune/Mesh Gear Fox – 5:41
2. Weedking – 2:39
3. Particular Damaged – 1:59
4. Quality of Armor – 2:37
5. Metal Mothers – 3:18
6. Lethargy – 1:20

Lato B
1. Unleashed! The Large-Hearted Boy – 1:59
2. Red Gas Circle – 1:25
3. Exit Flagger – 2:19
4. 14 Cheerleader Coldfront – 1:31
5. Back to Saturn X Radio Report – 1:33
6. Ergo Space Pig – 2:48
7. Circus World – 2:40
8. Some Drilling Implied – 1:40
9. On the Tundra – 2:38

## Musicisti
- Dan Toohey
- Don Thrasher
- Greg Demos
- Jim Pollard
- Mitch Mitchell
- Robert Pollard
- Tobin Sprout